# Belview
Belview és una població dels Estats Units a l'estat de Minnesota. Segons el cens del 2000 tenia 412 habitants.

## Demografia
Segons el cens del 2000, Belview tenia 412 habitants, 155 habitatges, i 93 famílies. La densitat de població era de 169,2 habitants per km².
Dels 155 habitatges en un 29,7% hi vivien nens de menys de 18 anys, en un 45,8% hi vivien parelles casades, en un 9% dones solteres, i en un 40% no eren unitats familiars. En el 38,1% dels habitatges hi vivien persones soles el 25,8% de les quals corresponia a persones de 65 anys o més que vivien soles. El nombre mitjà de persones vivint en cada habitatge era de 2,33 i el nombre mitjà de persones que vivien en cada família era de 3,13.
Per edats la població es repartia de la següent manera: un 23,1% tenia menys de 18 anys, un 5,3% entre 18 i 24, un 22,6% entre 25 i 44, un 15,3% de 45 a 60 i un 33,7% 65 anys o més.
L'edat mediana era de 44 anys. Per cada 100 dones de 18 o més anys hi havia 82,2 homes.
La renda mediana per habitatge era de 32.500 $ i la renda mediana per família de 42.857 $. Els homes tenien una renda mediana de 27.188 $ mentre que les dones 22.500 $. La renda per capita de la població era de 16.105 $. Cap de les famílies i el 3,1% de la població estaven per davall del llindar de pobresa.

## Poblacions més properes
El següent diagrama mostra les poblacions més properes.